# Ukraine aux Jeux olympiques d'été de 2004
L'Ukraine participe aux Jeux olympiques d'été de 2004 à Athènes en Grèce. 240 athlètes ukrainiens, 125 hommes et 115 femmes, ont participé à des compétitions dans 21 sports. Ils y ont obtenu 22 médailles : 8 d'or, 5 d'argent et 9 de bronze.

## Médailles
| Médaille | Discipline    | Épreuve                                             | Athlète | Performance | Date |
| -------- | ------------- | --------------------------------------------------- | --- | ----------- | ---- |
| Or       | Natation      | 200 mètres 4 nages femmes                           | Yana Klochkova |             |      |
| Or       | Natation      | 400 mètres 4 nages femmes                           | Yana Klochkova |             |      |
| Or       | Tir           | Pistolet 10 mètres femmes                           | Olena Kostevych |             |      |
| Or       | Haltérophilie | Moins de 63 kg femmes                               | Nataliya Skakun |             |      |
| Or       | Gymnastique   | Barres parallèles hommes                            | Valeriy Honcharov |             |      |
| Or       | Gymnastique   | Trampoline hommes                                   | Yuriy Nikitin |             |      |
| Or       | Lutte         | Lutte libre femmes - Moins de 48 kg                 | Iryna Merleni |             |      |
| Or       | Lutte         | Lutte libre hommes - Moins de 66 kg                 | Elbrus Tedeyev |             |      |
| Argent   | Haltérophilie | Moins de 105 kg hommes                              | Igor Razoronov |             |      |
| Argent   | Judo          | Poids mi-moyen (-81 kg) hommes                      | Roman Hontyuk |             |      |
| Argent   | Voile         | Dériveur double 49er (mixte)                        | Rodion Luka - George Leonchuk |             |      |
| Argent   | Voile         | Quillard Yngling (femmes)                           | Ruslana Taran - Ganna Kalinina - Svitlana Matevusheva |             |      |
| Argent   | Athlétisme    | 100 m haies femmes                                  | Olena Krasovska |             |      |
| Bronze   | Natation      | 100 mètres papillon hommes                          | Andriy Serdinov |             |      |
| Bronze   | Gymnastique   | Gymnastique rythmique - Concours général individuel | Anna Bessonova |             |      |
| Bronze   | Athlétisme    | 400 mètres haies femmes                             | Tetyana Tereshchuk-Antypova |             |      |
| Bronze   | Athlétisme    | Saut en hauteur femmes                              | Vita Styopina |             |      |
| Bronze   | Aviron        | Quatre de couple hommes                             | Sergij Grin - Serhiy Biloushchenko - Oleg Lykov - Leonid Shaposhnikov |             |      |
| Bronze   | Canoë-kayak   | 500 mètres kayak quatre places femmes               | Inna Osypenko - Tetyana Semykina - Hanna Balabanova - Olena Cherevatova |             |      |
| Bronze   | Tir à l'arc   | Par équipes hommes                                  | Dmytro Hrachov Viktor Ruban Oleksandr Serdyuk |             |      |
| Bronze   | Escrime       | Sabre individuel hommes                             | Vladyslav Tretyak |             |      |
| Bronze   | Handball      | Femmes                                              | Nataliya Boryssenko, Iryna Honcharova, Laryssa Zaspa, Hanna Bourmistrova, Tetiana Chynkarenko, Maryna Verhelyouk, Olena Iatsenko, Hanna Sioukalo, Olena Radtchenko, Olena Tsyhytsia, Halyna Markouchevska, Lioudmyla Chevtchenko, Nataliya Lyapina, Anastasiya Borodina, Oksana Raichel . Sélectionneur : Léonid Ratner |             |      |